# アメジスト号事件
| スループ艦、HMS アメジスト（アミシスト）（U16） |
| ----------------------------------------------- |
|                                                 |

アメジスト号事件（アメジストごうじけん）とは、1949年中国の揚子江（長江）でイギリス海軍艦艇アメジスト（アミシスト）が中国人民解放軍から砲撃を受けた事件。揚子江事件とも呼ばれる。

## 概要
1949年4月20日、国共内戦終盤で混乱していた中国において、イギリス大使館員避難護衛の任務で揚子江を上海から南京に向かっていたイギリス海軍スループ艦アメジストが中国人民解放軍から砲撃されて艦橋含め多数の着弾で損壊した。イギリス東洋艦隊は重巡洋艦ロンドンとスループ艦ブラックスワンをアメジスト支援のため急遽派遣したが中国人民解放軍に撃退されてしまう。一連の事件でアメジスト艦長バーナード・スキナーは戦死、イギリス東洋艦隊副司令官が負傷した他、双方に200人余りの死傷者が出た。破損したアメジストはその後も乗組員ごと揚子江に拘留され続けた。
1945年の総選挙で保守党が敗れたため当時、首相ではなかったウィンストン・チャーチルは労働党政府に対し「航空母艦2隻を極東に派遣して（国として認めていない中国共産党へ）武力による報復」を要求していたが、中国国民党が中国での唯一合法的な政府であるという立場だったイギリスとまだ国交が無い中国共産党との間で5月21日この武力衝突事件に関する交渉が始まった。
中国共産党側は「中国人民解放軍が渡河作戦を展開中の、中国領土である揚子江にアメジストなどイギリス軍艦4隻が許可なく進入し、中国国民党の軍艦と共に中国人民解放軍に向かって発砲して252人を殺傷したため、これに反撃した」と主張し、アメジスト解放の条件として「全ての責任がイギリス側にあることを認めて謝罪するよう」要求した。それに対してイギリス側は「イギリス艦には揚子江を航行して和平任務を遂行する合法的権利がある。なぜならこれらの軍艦は中国政府である中国国民党の許可を得ているからである」と反論して謝罪の要求を拒否したため、交渉は膠着した。
7月30日夜にアメジストは中国客船の様にマスト灯火を装い、通りかかった中国客船・江陵解放号に随行し夜陰に紛れて現場からの離脱を試み、中国人民解放軍の川岸からの砲撃をかわしながら射程圏外まで逃げおおせた。この事件は1956年制作で第10回カンヌ国際映画祭で上映されたイギリス映画『揚子江死の脱走』のモデルとなった。